# Parco marino di Odaiba
Il parco marino di Odaiba (お台場海浜公園?, Odaiba kaihin kōen) è un parco cittadino situato sull'omonima isola artificiale, nel quartiere Minato di Tokyo, e bagnato dalle acque della baia di Tokyo.

## Storia
Il parco fu inaugurato il 1º dicembre 1975. Tra aprile 1998 e maggio 1999 il parco ha ospitato temporaneamente la replica della statua della Libertà di Île aux Cygnes in occasione dell'evento "L'anno francese in Giappone". Data la sua popolarità, una replica permanente della statua è stata eretta nel parco nel dicembre 2000.
Dopo uno slittamento di un anno a causa della pandemia di COVID-19, dal 26 al 31 luglio e il 4 e 5 agosto 2021 il parco ha ospitato rispettivamente le gare di triathlon e di nuoto di fondo dei Giochi della XXXII Olimpiade. Il 28 e 29 agosto hanno invece avuto luogo le competizioni di paratriathlon dei XVI Giochi paralimpici estivi. Per l'occasione era stata realizzata una struttura temporanea in grado di ospitare fino a 5 500 spettatori.

## Caratteristiche
Il parco occupa una superficie terrestre totale di circa 75 400 m² e comprende anche 435 395 m² di superficie marina parte della baia di Tokyo. Tra le specie di piante presenti nel parco ci sono: Pinus, Prunus serrulata, Bambusoideae, Lagerstroemia, Kerria japonica, Hydrangea, Camellia, Acer, Erythrina crista-galli, Cycas revoluta, Styphnolobium japonicum, Robinia pseudoacacia, Liriodendron, Rhododendron, Photinia serrulata, Magnolia e Olea europaea.
Gli elementi caratterizzanti del parco sono: una spiaggia sabbiosa lunga circa 800 metri, una piattaforma di osservazione con vista sullo skyline di Tokyo e del Rainbow Bridge e una replica in dimensioni ridotte della statua della Libertà.